# Zingara (sandwich)
La zingara è un panino ideato a Ischia, in Campania. Lo si prepara farcendo due fette di pane di tipo "cafone" abbrustolito con fior di latte, lattuga cappuccio, pomodoro di varietà serbo di Ischia, prosciutto crudo e maionese. Esistono delle varianti dell'alimento con mortadella o provolone.

## Storia
La zingara nacque a Ischia nel 1977 come risposta ai sandwich britannici. Si pensa che a inventarla furono i fratelli Trani del pub La Virgola, i quali farcirono un crostone con pomodoro, fior di latte, prosciutto crudo, maionese, sale e basilico (quest'ultimo ingrediente verrà poi sostituito con la lattuga). Il successo del panino, divenuto richiestissimo dai turisti, spinse gli altri punti di ristoro dell'isola a riproporla.